# Gyldén (Mondkrater)
Gyldén ist ein Einschlagkrater auf der Mondvorderseite südlich des Sinus Medii, nordöstlich von Ptolemaeus und östlich von Herschel.
Der Krater ist stark erodiert. Im Westen wird der Wall von einer breiten Furche überlagert.
| Buchstabe | Position         | Durchmesser | Link |
| --------- | ---------------- | ----------- | ---- |
| C         | 5,9° S, 0,95° O  | 6 km        |      |
| K         | 5,46° S, 0,57° O | 5 km        |      |

Der Krater wurde 1935 von der IAU nach dem schwedischen Astronomen Hugo Gyldén offiziell benannt.